# Labo (Togo)
Pour les articles homonymes, voir Labo.
Labo est une petite ville du Togo située dans la préfecture de Bassar, dans la région de la Kara.

## Géographie
Labo est situé à environ 45 km de Kara.

## Vie économique
- Atelier poterie

## Lieux publics
- École primaire